# Détroit de Matha
Le détroit de Matha est un détroit situé entre l'île Adélaïde au nord et le sud des îles Biscoe.

## Histoire
Nommé Baie Matha par Jean-Baptiste Charcot lors de son expédition (1908-1910), il n'est reconnu comme détroit que pendant l'expédition British Graham Land de John Riddoch Rymill (1934-1937) qui le baptise alors Matha strait. 
Il porte le nom d'un des lieutenants de Charcot, André Matha. 